# フランシス・ヘイスティングズ (第10代ハンティンドン伯爵)

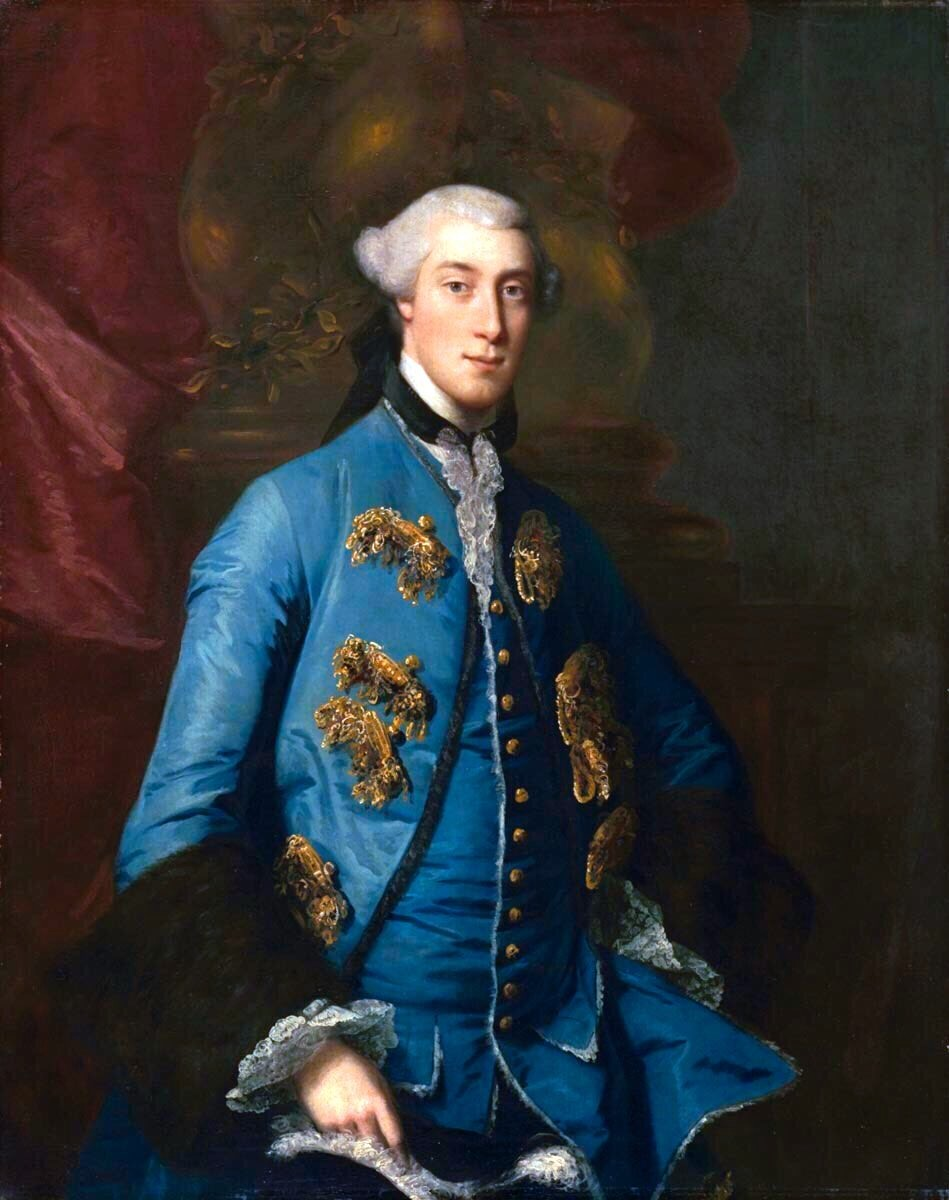
ジョシュア・レノルズによる肖像画、1754年。

第10代ハンティンドン伯爵フランシス・ヘイスティングズ（英語: Francis Hastings, 10th Earl of Huntingdon PC FRS FSA、1729年3月13日 – 1789年10月2日）は、イングランド貴族、グレートブリテン王国の廷臣。1746年までヘイスティングズ卿の儀礼称号を使用した。

## 生涯
第9代ハンティンドン伯爵セオフィラス・ヘイスティングズと妻セリナ（1707年8月12日 – 1791年6月17日、旧姓シャーリー、第2代フェラーズ伯爵ワシントン・シャーリーの娘）の息子として、1729年3月13日に生まれた。ウェストミンスター・スクールで教育を受けた後、オックスフォード大学クライスト・チャーチに入学した。1746年10月13日に父が死去すると、ハンティンドン伯爵位を継承した。
1756年から1761年までウェールズ公ジョージ（1760年にジョージ3世としてイギリス国王に即位）の主馬頭を務め、1761年に宮内官に転じ、1770年まで務めた。また、1761年9月22日に行われたジョージ3世の戴冠式で剣持ちの役割を務めた。1763年2月25日から1765年9月12日までウェスト・ライディング・オブ・ヨークシャー統監を務めた。
1758年3月2日、王立協会フェローに選出された。1769年11月10日、ロンドン考古協会フェローに選出された。
1789年10月2日に生涯未婚のまま急死、アシュビー＝デ＝ラ＝ズーシュで埋葬された。ハンティンドン伯爵位は休止になり、1818年にハンス・フランシス・ヘイスティングズによる爵位継承が認められたときはその伯父にあたるセオフィラス・ヘンリー・ヘイスティングズ（2代伯爵の四男エドワードの来孫）が11代伯爵に認定された。一方、ボトリー男爵、ハンガーフォード男爵、ド・モリンズ男爵、2つのヘイスティングズ男爵位は妹エリザベスが継承した。

## 家族
生涯未婚だったが、庶子に初代準男爵サー・チャールズ・ヘイスティングズ（1752年 – 1823年）がいる。